# Joanna Strzelec-Łobodzińska
Joanna Ewa Strzelec-Łobodzińska (ur. 18 sierpnia 1955 w Sosnowcu) – polska prawniczka, w latach 2008–2011 podsekretarz stanu w Ministerstwie Gospodarki.

## Życiorys
Ukończyła studia na Wydziale Prawa i Administracji Uniwersytetu Śląskiego, odbyła też kurs dla kandydatów na członków rad nadzorczych.
W latach 1978–1980 pracowała jako starszy referent w Zespole Elektrociepłowni Górnośląskich „Wschód” w Chorzowie. Od 1980 do 1988 była zatrudniona jako kierownik wydziału w Południowym Okręgu Energetycznym. Później zajmowała stanowiska głównego ekonomisty w Zarządzie Wspólnoty Energetyki i Węgla Brunatnego w Warszawie, w a okresie 1990–1991 kierowała jednym z wydziałów w Polskich Sieciach Elektroenergetycznych. W latach 1991–2000 była wiceprezesem zarządu Elektrowni Jaworzno III S.A., a następnie do 2007 pełniła tę funkcję w Południowym Koncernie Energetycznym. Od 2006 do 2008 stała na czele zarządu spółki akcyjnej Tauron Polska Energia S.A.
Od 20 października 2008 do 23 maja 2011 zajmowała stanowisko podsekretarza stanu w Ministerstwie Gospodarki. Została następnie prezesem zarządu Kompanii Węglowej. Ze stanowiska zrezygnowała 12 września 2013 z przyczyn osobistych.
Odznaczona Krzyżem Kawalerskim Orderu Odrodzenia Polski (2011).